# La Gomera (Escuintla)
La Gomera est une ville du Guatemala dans le département d'Escuintla.